# 東方聖堂騎士団

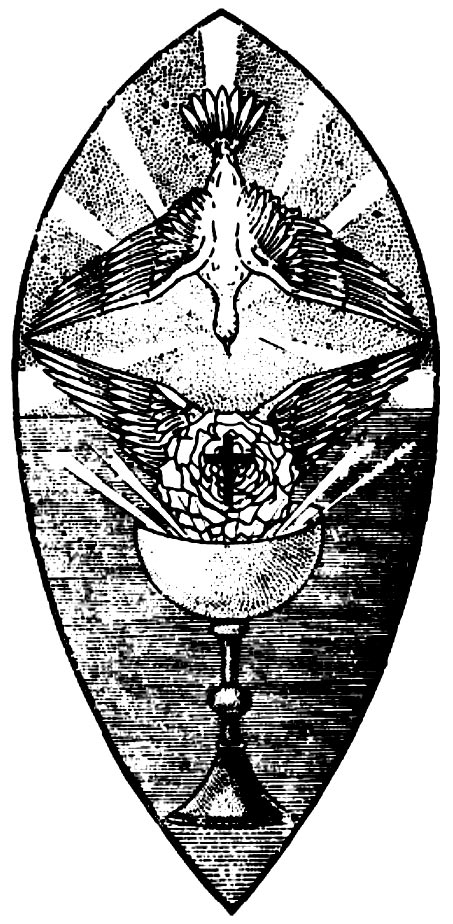
東方聖堂騎士団（O.T.O.）の初期の護符（装身具）

東方聖堂騎士団（とうほうせいどうきしだん、Ordo Templi Orientis、 東方テンプル騎士団。略称 O.T.O.）は、20世紀初めに創設された魔術教団、オカルト教団である。東洋のテンプル騎士団または東方の神殿の修道会という意味のラテン語を名称とする。当初はフリーメイソンを模倣したメイソン関連団体として設立されたものである。テンプル騎士団の精神的後継者を主張している。OTOの中心思想はキリスト教グノーシス主義であり、インドのタントリズムと西洋秘密結社の伝統を用い、魔術実践に方向性や力を与えるためとしてセックスを用いる性魔術を重んじる。男女で行われる伝統的なタントラと異なり、同性愛を積極的に評価する伝統を持つ。アレイスター・クロウリーの指導下で、彼の「セレマの法」を中心的な宗教原理とする団体として再編された。1904年の『法の書』に端を発する「セレマの法」は、「汝の意志するところを行え、それが法の全てとなろう」（フランスの作家フランソワ・ラブレーが300年以上前に『ガルガンチュワとパンタグリュエル』で述べたことで、クロウリーのオリジナルではない）と「愛は法なり、意志の下の愛こそが」の二文に集約される。OTOの会員制は、演劇的儀式を用いた一連の位階儀礼による秘儀参入体系に基づいている。
クロウリーの入団前から優生学を説いており、OTOの研究者のピーター＝ローベルト・ケーニッヒによると、この教団は社会のユートピア的再編を目指しており、O.T.O.が国家宗教になり、「聖職者医師」が大衆の性的な再教育を行い、私有財産は廃止され、強制労働と優生学が導入され、身体的に完璧な親だけが子供を持つことが許される、という社会のヴィジョンを持っている。
OTOには団の教会部門であるグノーシス・カトリック教会（Ecclesia Gnostica Catholica、略称EGC）も含まれている。その中心的儀式は Liber XV （『15の書』）またはグノーシス・ミサ（The Gnostic Mass）と呼ばれ、一般にも公開される。
21世紀の現在、OTOと称する団体は複数存在する。本記事では1970年代のカルフォルニアで活動を開始した、国際OTOをもって自任するいわゆるカリフ派OTO（the Caliphate O.T.O.）を中心に記述する。

## 歴史

### 起源
OTOの初期の歴史を確実に辿るのは困難であるが、1895年から1906年の間にドイツかオーストリアで創始もしくは企図された。公式的には、オーストリアの有力な化学者であり実業家であったカール・ケルナー（Karl Kellner, 1851-1905）が創始したことになっており、彼はOTOの精神的父と呼ばれる。もっとも、1904年以前の団については何も情報がない。ケルナーが1895年にロイスに会い、アカデミア・マソニカ（メイソン大学）の構想を語ったことがOTOの発端とされている。ただしケルナー自身が東方聖堂騎士団のような名称を最初に用いたという証拠はなく、対外的には1906年のテオドール・ロイスの私家出版物「オリフラム」誌上に「東方聖堂騎士」（der Orientalischen Templer）という言葉が初めて登場した。
テオドール・ロイス 〔英名セオドア・ルース〕(Theodor Reuss, 1855-1923) は、ケルナーと共同でOTOを創設し、ケルナーの死後、OTOの首領となったとされる。これに先立つ1902年、ロイスは神智学者フランツ・ハルトマン（Franz Hartmann）とハインリヒ・クラインと連名で、ジョン・ヤーカーからフリーメイソンの「メンフィス＆ミツライム古代原初儀礼」のドイツ・ロッジを運営する権利を購入した。メンフィス＝ミツライム儀礼は非正規のメイソンリー儀礼だとされているものではあるが、古式公認スコティッシュ儀礼、スウェーデンボルグ儀礼と共にこれらは新たに結成された団の中核となった。ベルリン時代のルドルフ・シュタイナーはロイスと接触し、1906年にメンフィス・ミツライムの Mysteria Aeterna のグランド・マスターとなった。ロイスはこの他に、レオポルド・エンゲルが復興しようとしたイルミナティ団、フランスのジェラール・アンコースのマルティニスト団、グノーシス・カトリック教会といった団体に関わったり、いくつもの擬似メイソン的位階組織や複数の結社名をこしらえていた。OTOの歴史を研究したペーター・R・ケーニヒの推測によれば、少なくともヤーカーが亡くなる1913年まではメンフィス＝ミツライムなどのロイスの諸結社とOTOは別個のものであったが、遅くとも1917年にはOTOはこれらを吸収・統合したものとして成立していた。
ロイスは英国のアレイスター・クロウリー、アメリカ合衆国のH・スペンサー・ルイス、デンマークのカール・ウィリアム・ハンセンといった各国の秘教主義者やオカルティストと連携を図り、彼らに高位階やOTO支部開設の認可状を授与することによってOTOを国際的な友愛団として組織しようとした。他にロイスから高位階を授与されてOTOのグランドマスターとなった人物には、アルノルド・クルム＝ヘラー、ハインリヒ・トレンカー、チャールズ・スタンスフェルド・ジョーンズが挙げられる。こうしてロイスの下で、フランス、デンマーク、スイス、アメリカ合衆国、オーストリアのオカルト諸団体にOTO支部の設立認可が与えられた。ロイス自身は1917年にスイスのモンテ・ヴェリタにOTOロッジ Veritas Mystica Maxima を開設した。9位階あり、第六までの位階はメイソン的位階であった。

### OTOとアレイスター・クロウリー
ロイスはアレイスター・クロウリーと接触し、1910年には彼にOTOの3位階を授与した。そのわずか2年後、クロウリーはグレート・ブリテンおよびアイルランドの責任者に就任し、X°位階に昇進した。Mysteria Mystica Maxima（M∴M∴M∴）と称されるOTOイギリス支部を開設することも彼の任であった。クロウリーはその後、ベルリンに赴き、教義文書を受け取り、「グノーシスの聖域にあるアイルランド、アイオナ、全ブリテン諸島の至高聖王」という称号を授かった。それから1年も経たずにクロウリーは、M∴M∴M∴の宣言文を書き上げ、その中で、ケルナーの構想した Academia Masonica（メイソン・アカデミー）の3位階を第七・八・九位階に配した、基本となる10位階制度を記述した。
1913年、クロウリーはモスクワ滞在中に、団の「一般公開および団内部の祝典の中心的な儀式」としてグノーシス・ミサを創作した。1914年、第一次世界大戦が勃発して間もなくクロウリーはアメリカへ渡った。クロウリーがセレマをOTOの体系に組み入れることを決意したのはだいたいその時期であり、1915年にはM∴M∴M∴で使用するために用意した儀式群を改定していた。
1917年、ロイスはOTOの『位階概要』を書いた。その中で彼は第三位階を「メイソンリーの職人」とし、これに関わる参入儀式を「徒弟、職人、親方」として「初伝3位階の教理問答およびあらゆる様々なメイソン体系の説明を含む、クラフト・メイソンリーにおける全ての知識教示」とともにこれを詳述した。同文書には、OTOの第四位階がエノクの聖ロイヤル・アーチとしても知られるものでもあることが記載されている。これはロイスが「スコッチ・メイソン、聖アンドリューの騎士、ロイヤル・アーチ（王宮の迫持〔せりもち〕）」に対応する「スコッチ・メイソンリー」の位階をひとつに集約したものであり、彼の説明によれば「古式公認スコティシュ儀礼の諸位階における全知識教示」である。
1919年、クロウリーはミシガン州デトロイトでこのメイソンを基にしたOTOを運営しようと試みた。その結果、OTOの儀式はあまりにも正統派のメイソンリーに似ているということで彼はスコティッシュ・ライトの評議会から拒絶された。クロウリーは1930年にアーノルド・クルム＝ヘラー（Arnold Krumm-Heller）に宛てた手紙にこう書いている。
しかしながら、行われようとしている儀式の実際の詳細を検討するに至り、スコティッシュ・ライトの評議会は、いくつかの象徴的表現があまりにもロッジの伝統的なメイソンリーと似ているという理由で、これを許容することができなかった。
クロウリーはその後、初伝3位階の参入儀式を書き改め、メイソンリーに結びつく儀式の大半を取り除いた。しかし、メイソンリーの様々なロイヤル・アーチ儀式に関連した形式や構造を残す第四位階の儀式は書き換えなかった。
クロウリーによれば、1920年の春にテオドール・ロイスは脳卒中を患った。ロイスの側近の一人との手紙のやり取りの中で、クロウリーはロイスが役職にとどまる適格性について疑念を呈した。ロイスとクロウリーの関係は悪化し始め、1921年11月には2通の怒りの手紙が交わされた。クロウリーはロイスに、ロイスが退位したらクロウリー自身が「団の外なる首領」（the Outer Head of the Order、略称OHO）となることを宣言すると伝えた。ロイスは1923年10月28日に死去した。クロウリーは後の手紙のやり取りで、ロイスは後継者に自分を指名したと主張した。後世の研究家の中にはローレンス・スーティンのようにクロウリーの主張に疑問を投げかける人もいるが、これを裏付ける証拠も否定する証拠もない。そして当時、自分が後継者であるとの証拠を提示してクロウリーに反駁する候補者は誰もいなかったとされる。1925年、グランドマスター達の騒然とした協議の中で、クロウリーは残ったOTOの管理長達によって正式にOHOに選出された。
第二次世界大戦中、OTOのヨーロッパにおける支部組織は破壊されたか、地下に潜伏したかのどちらかだった。大戦の終わりまで生き残ったOTO団体は、イニシエイト達は別々の国にいたものの、バンクーバーのアガペー・ロッジから派生したカルフォルニアのアガベー・ロッジ No.2 だけだった。参入儀式はほとんど行われていなかった。この時、ドイツのクロウリーの代理人だったカール・ゲルマーは、ナチの監禁から解放された後渡米した。クロウリーが1947年に死去した後、ゲルマーがOHOの役職を継承した。

### クロウリー後のOTO
ゲルマーの下でOTOの活動は絶滅寸前まで落ち込んだ。ゲルマーは後継者を指名せずに1962年に死去した。1969年まで誰もこの空席を埋めようとする者はいなかったが、クロウリーからの書簡によって緊急時の権限を与えられたと主張するグラディー・マクマートリー（Grady McMurtry）が、この権限を行使してカリフ（X°）の地位に就任した。グラディーはOHOを僭称しなかったが、1974年に「現在、アレイスター・クロウリーの東方聖堂騎士団のOHOが存在していない。団のOHOは国際的な任務であり（The Blue Equinox のp201参照）、アレイスター・クロウリーの東方聖堂騎士団はこの点において組織としての必要条件を満たしておらず、現時点では組織の体（てい）をなしていない」と主張した。 グラディーは1970年に参入儀式を行い始めた。OTOは1979年3月26日にカルフォルニア州法の下で法人化された。この法人は1982年にIRSコード501(c)3の宗教団体として連邦税を免除された。グラディー・マクマートリーはOTOを絶滅から救うことに成功したのち、1985年に死去した。
マクマートリーはソブリン・サンクチュアリ（第九位階）の団員に次期カリフを選出するよう要請し、1985年にその選挙が行われた。ウィリアム・ブリーズ（William Breeze）が次期カリフ（X°）に選出され、Hymenaeus Beta X°を名乗った。
1995年から2005年の間のいつかの時点でブリーズはOHOの地位に就いたようである。OTOのウェブサイトにある The Magical Link 1995年秋号では、Hymenaeus Beta X°と称されているが、 The Magical Link 1997年秋号では、Hymenaeus Beta XI°、2005年5月には O.H.O. Hymenaeus Beta XII°となっている。1966年にSabazius X°(デビッド・シュライブン David Scriven) がアメリカ合衆国のグランドロッジのグランドマスターに就任した。2005年には Fr. Hyperion X°が、新しく設立されたイギリスのグランドロッジのグランドマスターに就任した。Fr. Shiva X°は2006年にオーストラリア・グランドロッジのグランドマスターに就任した。

## OTOの哲学
クロウリーはOTOを「大いなる旧きアイオーンの諸結社の中で最初に『法の書』を受け入れる結社」と表現している。OTOは当初、非正規メイソンリー団体の儀式文書を取り入れていたが、基調的文脈はセレマとその教義を背景とするものに変更された。ただしメイソンリーに関連する象徴的表現や用語も依然として一部使用されている。「団は、劇的な儀式を通じた秘教的知識教示、啓発された倫理体系の指導、人間の中の神性を自覚するという“大いなる業（わざ）”（the Great Work）を熱望する人同士の交流を提供する。」 OTOの中核をなす儀式活動には2つの分野がある。すなわち、イニシエーション（密儀の伝授）とグノーシスのミサの祝典である。これに加えて団は、講義・勉強会・社交行事・演劇作品・芸術展示会の開催、書籍や機関誌の出版、ヘルメス学・ヨーガ・魔術の教授といった活動を行っている。
クロウリーは自伝『アレイスター・クロウリーの告白』（以下、『告白』と記す）でこう書いている。「OTOはひとつの至高の秘密を保持している。その体系全体は、段階的な直截的暗示によって極めて重要な教示を会員に伝達することに向けられている。」最初の一連の参入儀式に関しては「教示の主目的は2つある。まず、宇宙および宇宙と人間の生との関係を説明することが必要である。次に、全ての人間が自身の人生を宇宙に適応させ、最大限に有利に自身の才能を開発するための最善の方法を教示することである。私はそれに応じて Minerval、Man & Brother、Magician、Master Magician、Perfect Magician、Perfect Initiate という一連の儀式を構築した。それらの儀式によって極めて広範な哲学的視座における人生の最初から終わりまでの過程が描き出されるはずである。」V°以降の参入儀式は「思慮分別、忠義、自立、誠実さ、勇気、自制、状況に動じないこと、公平さ、懐疑、その他さまざまな美徳の価値を志願者に教示する。同時に、彼が自身の究極の秘奥たる本性を悟り、その本性の為すべき仕事のしかるべき目的を見出し、その本性を活用し成功を確実にする最善の手段を見つけるための手助けを与える。」(p.701).
OTOの全体系についてクロウリーは『告白』にこう書いている。
OTOは万国共通の同胞愛と普遍的な宗教に合理的な基盤を与えている。そして、単純だが崇高で芸術的に配置された象徴的表現という手段によって、宇宙について現在知られている全てのことを要約した科学的な説明を提示している。また、各自が自分の個人的な運命を発見することを可能にし、それを自由に満喫するためには道徳の面と知性の面においてどのような性質が要求されるかを示す。そして最後には、自身の作業に必要な全ての能力を自分で開発するための想像を絶する強力な武器を手渡す（『告白』p.703）。

## 参入儀式と教義
OTOの会員制は、演劇的儀式を用いた参入儀式制度（すなわち「位階制」）に基づいており、これによって精神的かつ哲学的な教義を授け、なおかつ団員間の友愛的結束を築く。会員は組織上の役割も担っているが、団内の様々な形の職務を引き受ける前には特定の位階に達していなければならない。（たとえば K.E.W.位階の取得はグノーシス・カトリック教会の司祭の叙階を受けるための必要条件である。）
0°からXII°までの番号を付された13の位階と番号なしの12の位階があり、「隠者」、「恋人」、「地上の人間」の「三つ組」に分かれている。OTOの各位階へ参入するには参入儀式を受け、なおかつフリーメイソンで用いられているのと同様の、OTOが要求する誓約を行うことが必要である。地上の人間の三つ組を昇進していくには上位会員からの推薦が要求される。東西騎士（Knight of the East & West）位階とそれより上の位階に昇進するには上位会員からの招待が要求される。
OTOの参入儀式の最終的な目的は「自然の深遠なる神秘において寓意と象徴によって個人を教導し、それによって個々が自身の本当の心性を発見する助けになること」である。 全体系は下記の通りである。
- 地上の人間の三つ組
  - 0°位階…Minerval（ミネルヴァル）
    - 引き寄せと受胎の神秘の伝授[15]

  - I°位階…Man & Brother, Woman & Sister （男にして兄弟〔修道士〕、女にして姉妹〔修道女〕）
    - 誕生の神秘の伝授[15]

  - II°位階…Magician （魔術師）
    - 人生の神秘の伝授[15]

  - III°位階…Master Magician （魔術師の棟梁）
    - 死の神秘の伝授[15]

  - IV°位階…Perfect Magician & Companion of the Holy Royal Arch of Enoch （完全なる魔術師にしてエノクの聖なる大拱門の勲爵士）
  - P∴I∴位階…Perfect Initiate, or Prince of Jerusalem （完全なる参入者、もしくはイェルサレムの公爵）

- どの三つ組にも属さない位階
  - Knight of the East & West 位階（東西騎士）

- 恋人の三つ組
  - V°位階
    - Sovereign Prince Rose-Croix, and Knight of the Pelican & Eagle （薔薇十字の至高公爵、ペリカンと鷲の騎士）
    - Knight of the Red Eagle, and Member of the Senate of Knight Hermetic Philosophers （赤鷲の騎士、ヘルメス学の哲学者の騎士評議会員）

  - VI°位階
    - Illustrious Knight (Templar) of the Order of Kadosch & Companion of the Holy Grail （カドシュの修道会の名高き神殿騎士にして聖杯の勲爵士）
    - Grand Inquisitor Commander, and Member of the Grand Tribunal （大審問官、大法廷の構成員）
    - Prince of the Royal Secret （大秘事の公爵）

  - VII°位階
    - Theoreticus, and Very Illustrious Sovereign Grand Inspector General （理論家、いと名高き神聖大総監）
    - Magus of Light, and Bishop of Ecclesia Gnostica Catholica （光の魔術師、グノーシス公教会の司教）
    - Grandmaster of Light, and Inspector of Rites & Degrees （光の大棟梁、諸儀礼と諸位階の監査官）
      - この位階では、小宇宙における太陽の対応物である男根の像への礼拝が教えられ、銀か青銅か何かの素材でできた男根の彫像を納めた個人的「礼拝堂」を創造することも含まれる[28]。

- 隠者の三つ組
  - VIII°位階
    - Perfect Pontiff of the Illuminati （イルミナティの完全なる大司教）
    - Epopt of the Illuminati （イルミナティの秘儀参入者）
    - 「太陽の小作業」（Lesser Work of Sol）と呼ばれる自慰すなわち自性愛の魔術技法を授かる[28][29]。

  - IX°位階…Initiate of the Sanctuary of the Gnosis （霊智の聖域の参入者）
    - 異性愛の魔術技法を授かる。[29]

  - X°位階…Rex Summus Sanctissimus, and Supreme & Most Holy King （至高至聖王）
  - XI°位階…Initiate of the Eleventh Degree（第十一位階の参入者。この位階は建前上のもので、団の基本設計とは無関係である。）
    - 性魔術としての肛門性交技法[29]

  - XII°位階…Frater Superior, and Outer Head of the Order （修道士座主、修道会の外的総長）

## 構造
OTOの運営組織：
1. International Headquarters （国際総本部）
  - Outer Head of the Order XII°（団の外なる首領XII°、略称OHO、または Frater Superior とも称される）が総長を務める。
  - Supreme Council （最高法院）
  - Revolutionaries （革命派）
2. The Sovereign Sanctuary of the Gnosis of the IX° （第九位階のグノーシスの主権聖域）
3. The Secret Areopagus of the Illuminati of the VIII° （第八位階のイルミナティの秘密最高法廷）
4. The Grand Tribunal of the VI° （第六位階の大法廷）
5. The National Grand Lodge （各国のグランドロッジ）
  - National Grand Master X° （各国のグランドマスターX°）が総長を務める。
  - Executive Council （執行委員会）
6. The Supreme Grand Council （最高大評議会）
7. The Electoral College （選挙人団）

### 国際組織
1. 「国際総本部」は世界中のOTOを統率する機関。国際「最高法院」として知られる統治機構であり、「団の外なる首領」（略称OHO、Frater Superiorとも称される)、 秘書総監、財務総監から構成される。
2. 「グノーシスの主権聖域」はIX°に達した団員から構成される。主たる任務は、団の至高の秘密を構成している同位階の神働術と魔術を学び、実践することである。しかし統制機関として以下の権限がある。 
- 最高法院の判定の承認と棄却
- 必要に応じてOHOと各国のグランドマスターの代理を務める
- 革命家の役職を務める
- 秘密最高法廷内で投票する
- OHOと各国のグランドマスターの任命と解任に多少の権限を持つ

3. 「イルミナティの秘密最高法廷」はVIII°に達した団員から構成される哲学的な行政機構。大法廷の判決を破棄する権限がある。
4. 「大法廷」は大審問官（VI°の副位階）の団員から構成される。主たる任務は、チャプターやロッジのレベルでは解決できない紛争や苦情を審理し、仲裁することである。

### 各国の組織
1. 各国レベルでは最上位の組織は「グランドロッジ」で、各国の「グランドマスター」によって治められている。グランドロッジ内には「執行委員会」があり、各国のグランドマスター、秘書総監、財務総監から成る役員会で構成される。 
2. 「最高大評議会」は各国のグランドマスターX°によって任命されたVII°の団員で構成され、下記の権限がある。
- 「恋人」階級全体の統制
- 選挙人団の決定の上訴の審理と判定
- 「恋人」階級のイニシエイトの問題に関する神聖大総監VII°の報告の聴聞

3. 「選挙人団」はV°の11人の団員から構成され、最初の運営機構である。主な職務は「地上の人間」階級での問題を監督することである。
OTOは、アメリカ合衆国内国歳入庁のセクション501c(3)に基づいてアメリカでは非課税対象となっている。また、カルフォルニア州では公益法人となっている。

#### 現在のグランドロッジ
アメリカ・グランドロッジは、アメリカ合衆国でのOTOの運営組織である。アメリカのグランドマスターはFr. Sabazius X°で1996年に任命された。
アメリカ・グランドロッジの使命は、ウェブサイトによると下記の通り：
アメリカ合衆国東方聖堂騎士団は、階級組織で、宗教的会員制組織である東方聖堂騎士団のアメリカ・グランドロッジ（国内部門）である。我々の使命は、個人の自由、自己鍛錬、個人の知識、そして万国共通の同胞愛を育成することで、セレマとして知られる哲学的、宗教的制度の教義と実践を達成し推進することである。この目的を達成する為に、アメリカ全土で、我々は神聖で指導的な儀式を実施し、団員に対する指導と指示を提供し、社交行事を開催し、教育と社会奉仕活動に従事する。
イギリス・グランドロッジは、イギリスのOTOの運営組織である。イギリスのグランドマスターはFr. Hyperion X°で2005年に任命された。(イギリスでは、前任のグランドマスターであるアレイスター・クロウリーの後、93年ぶりのグランドマスター任命となった。)
オーストラリア・グランドロッジは、オーストラリアとその領土のOTOの運営組織であり、2006年に公認された。グランドマスターはFr. Shiva X°である。

### グノーシス・カトリック教会
グノーシス・カトリック教会（羅: Ecclesia Gnostica Catholica、略称E.G.C.）はOTOの聖職部門である。その中心となる活動はグノーシス・ミサ（Liber XV）の祝典を行うことである。近年では他にもいくつかの儀式が書かれ、教会内での使用が許可されている。それらの儀式には洗礼、信徒に対する堅信礼、助祭・司祭・女司祭・司教の叙階式、臨終の秘跡がある。また、EGCの名の下に行われるいくつかの「非公式」の儀式もある。これには婚礼、病者に対する訪問の祈りと力の投与、悪魔払い、生の儀礼と死の大祭がある。

### OTOの活動組織
「地上の人間」階級には、キャンプ、オアシス、ロッジの3つのレベルの活動組織がある。
1. キャンプは最小規模で、参入儀式を行うことは要求されない。グノーシス・ミサを行うことが推奨されている。
2. オアシスはIII°までの参入儀式が可能であることが必須条件で、グノーシス・ミサを1年に6回行うことが要求される。
3. ロッジはグノーシス・ミサを定期的に行い、恒久的な神殿を築くことを目指し、IV°/P.I.までの参入儀式が可能であることが期待される。
4. 薔薇十字の支部は「恋人」階級の団員により設立されるチャプター（分会）である。各分会は「いと賢き君主」を長とする。メンバーは一般に劇、祝宴、舞踏などの社交活動の設営を任されている。また、機転と友好的態度で団員間の調和を促進する役目がある。
5. ギルドはOTO国際部によって認可されたグループで、専門性、 取引、科学または技術を高めることを目的としている。最高法廷の承認に従って、メンバーは自分たちの規律を作り、自分たちの努力を連携させる。現在は心理学ギルド、翻訳ギルド、情報科学ギルドの3つのギルドがある。
6. サンクチュアリという言葉はE.G.C.の活動のために組織された参入者のグループを指す場合もある。この称号は現在のところ、正式な認可を経たものではないし、団内での公式的立場を反映したものでもない。

## 継承の正当性
現在、いくつかの派閥がアレイスター・クロウリーの正当な継承者だと主張している。マクマートリーがカルフォルニアでOTOを復活させる以前から、そしてそれ以降も、他の派閥は様々な形で継承者の名乗りを上げている。デイヴ・エヴァンスは、クロウリーはカール・ゲルマーを「アメリカのOTOの首領」もしくはアメリカのX°に任命したと記し、ケネス・グラント（Kenneth Grant、1924年生まれ）については「クロウリーは彼にOTOの指揮を執るように遺言した」と書いている。
ケネス・グラントは1951年にこの指揮権を主張し、「私はイギリスのOTOを運営する権限がある」と公言した。したがってこれは明らかに、クロウリーの「アイルランド、アイオナおよび全ブリテン諸島」のX°としての肩書のみを主張したにすぎない。これに対してゲルマーは1955年にグラントをOTOから破門した。これは、グラントが後に主張したように、もしゲルマーがOHOではなくアメリカのX°であったなら不当な行いということになる。そしてグラントは、自分が東方聖堂騎士団のOHOだと宣言することになった。彼の団体は、カルフォルニアの団体から区別するためにタイフォニアンOTO（TOTO）と呼ばれている。
もう一人の主張者ヘルマン・メッツガーは、ロイスの指導下の初期スイスOTOの団員だった。しかし彼の主張はスイス以外の誰からも無視され、彼もこのことを強く主張することはなかった。彼は1990年に死去した。
第三の主張者マルセロ・ラモス・モッタ（Marcelo Ramos Motta、1931-1987）は一度もOTOの参入儀式を受けたことがなかったが、ゲルマーの妻サーシャが彼にカールの最後の言葉は、モッタが「信奉者」（the follower、後継者という意味にも取れなくはない）だと告げたと主張した。彼は、クロウリーの著作権の帰属で訴訟を起こしたが、アメリカのメイン州地方裁判所で否決された。モッタは1987年に死去したが、様々な小グループがソサエティOTO（S.O.T.O）を名乗り存続している（アメリカのデビット・バーソンのソサエティOTOとスペインのガブリエル・ロペス・デ・ロハスのソキエタスOTO）。マクマートリーが復活させたOTOはクロウリーの指導下にあった当時の組織形態の大部分を残しているのに対し、SOTOを名乗る諸グループはいずれも、構造も教義もマクマートリーのそれとは全く異なっている。

### 訴訟
マクマートリーによって復活したOTOは2回の裁判で勝訴し、アレイスター・クロウリーのOTOの正当継承者であるとの判決を得た。
- 1976年：カリフォルニア州カラベラス郡上級裁判所はグラディ・マクマートリーをOTOの権威ある代表者と認めた。
- 1985年：サンフランシスコの第9連邦地方裁判所で、マクマートリーはアメリカ国内のOTOの正当な首領であり、マクマートリーの下のOTOは、アレイスター・クロウリーのOTOを継承し、その名称、商標、著作権、その他のOTOの資産の独占的保有者であるとの判定が下された。相手はこの判決を不服として第9巡回控訴裁判所に控訴したが、先の判決が支持された。州の最高裁判所は上告を棄却した。カリフェイトOTOはアメリカの裁判所の判決によって正当な著作権者であると公認されたものの、彼らはこの裁判の後、クロウリーの破産管財人から著作権を購入した。

下記の訴訟は正当性の問題にさほど影響を与えないが、団の歴史において重要である。
- 2002年：イギリスの高等法院における、東方聖堂騎士団と、ジョン・サイモンズ（John Symonds）・アンソニー・ネイラー（Anthony Naylor）・マンドレイク出版の訴訟で、マクマートリーによって復活したOTOは、アレイスター・クロウリーの全著作に係る唯一の著作権者であるとの判決が下された。この訴訟主張明細書においてOTOは、相互排他的な2つのルートを通じて著作権者となったと主張した。
  - (a) OTOを受益者に指名したクロウリーの遺言を通じたルート。これはアメリカ連邦裁判所で認定されたが、イギリスの法の下では一度も審議されていなかった。
  - (b) 破産ルート。この見解ではOTOはイギリスの破産管財人より1991年以降の著作権を獲得したことになる。

裁判長はこの2つの経路が相互排他的であることに合意した。もしクロウリーの著作権が、債務未返済により破産状態にある彼の資産の内に入らない（つまり著作権は破産管財人のものでなかった）としたら、OTOは何も購入したことにならない。したがってOTOが主張できるのは、クロウリーの遺言のために著作権は移譲されなければならないということだけである。しかし著作権が破産状態の資産である（つまり著作権は破産管財人のものであった）としたら、クロウリーには遺言でOTOに著作権を遺贈するいかなる権限もなかったことになる。裁判は最初に破産の面から審議し、OTOは無傷の権利を獲得している（つまりOTOは確かに破産管財人より著作権を獲得した）ことを認定した。ということは著作権は1935年から1991年まで国有財産であったことになり、これにより何十冊もの本（OTOが編纂した本も多く含まれる）が無許可なものとなってしまう。「遺言ルート」が審理されれば、OTOにとって、クロウリーのOTOの正当継承者であることがイギリスの法廷で承認される機会となるはずである。というのも、それが遺言の正当な受益者であるとの認定の前提条件だからである。かくして申し立てにより裁判において団体の正当性の問題が発生したが、裁決しなかった。審理時にそのことが承認されたのか否認されたのか知る由もないが、「訴訟主張明細書」に詳述されているように、OTOは裁判におけるこの面について徹底した法的準備を行った。しかしこの問題の審理には入らなかったため、この裁判を団体の歴史的正当性を確認するものとして引き合いに出すのは誤りであるということはOTOも同意するところであろう。
2005年、オーストラリアにてOTOは、OTOが特にオーストラリアにおいて幼児虐待と生け贄を行っているという直接的な非難記事をウェブサイトに掲載した GaiaGuys というサイトを名誉棄損で訴えた。裁判所はOTOを支持した。

## 批判
アレイスター・クロウリーとOTOはしばしば「邪悪」とみなされている。OTO団員はセレマの教義には悪魔や悪魔崇拝は含まれていないと主張しているが、キリスト教のいくつかの教会はOTOを悪魔主義的と見なしている。
P・R・ケーニヒによると、アレイスター・クロウリーとその体系は女性嫌悪的であるという。
クロウリーは膣液が有用であるとも女性が神聖であるとも思っていなかったので、レズビアンの性魔術など想像だにしえなかった。クロウリーは「男は神の生命の守護者だが、女は一時的な措置にすぎない、聖堂はたしかに神のためにあるが、それは神ではない」と思い込んでいた。女は男に利用されるために存在する。彼の理想の女性は「強健で、精力的で、熱心で、聡明で、好色で、健康」である。つまり彼の興味は女性の体にあり、女性に何らの精神性も知性も求めていなかった。
マクマートリーによって復活したOTOはアレイスター・クロウリーが率いた団の唯一の正当な継承団体だとアメリカの法廷で認定されたが、オカルティストや他の団体のセレマイト（グラントのタイフォニアンOTO団員など）の中には、これに合意しない人々がいる。そのような見方をしている人々は、マクマートリーによって復活したOTOを「カリフェイトOTO」（マクマートリーがクロウリーから与えられたカリフという役職名に基づいている）と呼び、他の東方聖堂騎士団という名称を使用している団体と区別している。OTOの名称を使用し、自分たちはOTOの正当な継承団体だと考えている他の団体には、OTO財団、アルビオンOTO、パルツィファルXI° OTO財団などがある。
2002年、OTOの元団員がウェブサイト上で、Satyr という筆名の下に「サンタクルーズのブラックロッジ」という文章を発表したこれは彼のOTOでの活動の詳細を暴露したものだった。
2006年2月、長年幹部団員であったアレン・グリーンフィールドは、上位管理職の辞職を求め、全ての管理業務から退き抗議した。彼は、現首領であるウィリアム・ブリーズはOHOを「演じている」にすぎないと主張し、批判的な立場を取り続けている。ブリーズの「カリフ」選出の議事録テープがこの立場の裏づけとなるようである。

### OTO
- U.S. Grand Lodge, O.T.O.
- U.K. Grand Lodge, O.T.O.
- Australia Grand Lodge, O.T.O.
- The Canadian O.T.O.
- The German O.T.O.
- The Irish O.T.O.
- The Norwegian O.T.O.
- The Swedish O.T.O.
- O.T.O Japan （日本語）
- Sky Goddess Nu lodge, Osaka （日本語）

### その他の組織
- The Typhonian O.T.O.
- Societas O.T.O.
- O.T.O Foundation

### 参照サイト
- Free Encyclopedia of Thelema - a project of Ecclesia Gnostica Universalis
- Thelemapedia, the Encyclopedia of Thelema & Magick
- Survey of O.T.O. History, with an Emphasis on Marin County, CA
- The Invisible Basilica of Sabazius X°
- OTO and Party in Osaka! （日本語）
- Ordo Templi Orientis （日本語）

### 批判的なリンク
- A Statement Regarding the Ordo Templi Orientis by Sovereign Grand Inspector General Bishop T. Allen Greenfield
- Graph of O.T.O. membership 1988–2005
- The Ordo Templi Orientis Phenomenon comprehensive background information about O.T.O.